# 요트

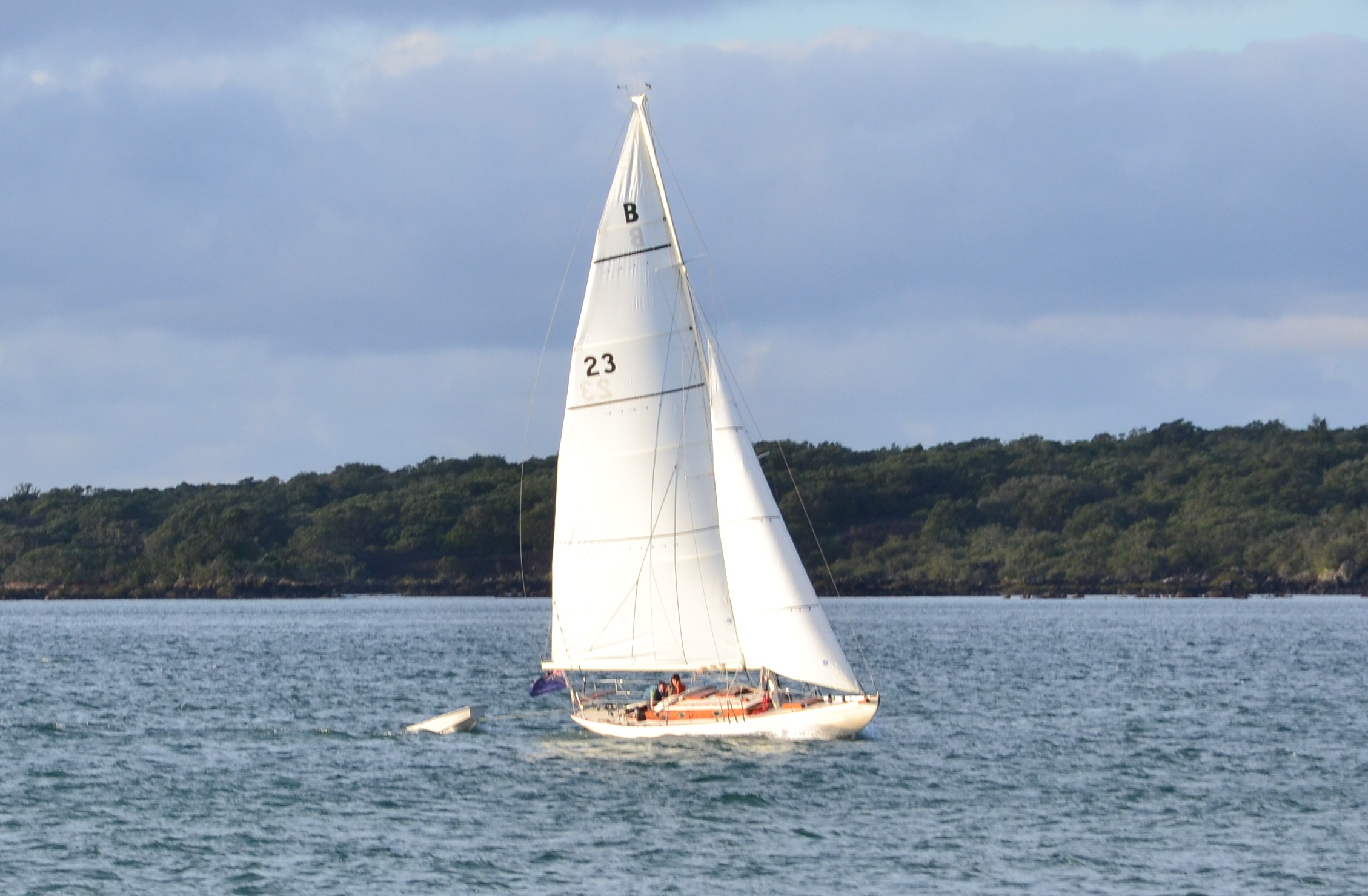
요트

요트(영어: yacht)는 구조가 간단하면서도 가볍고 모양이나 크기, 모터 장착 여부 등에 따라 약간씩 다르지만 속도가 비교적 빠른 배이다. 모터 요트와 세일링 요트로 구분되며, 정해진 코스를 완주하는 요트 경기가 열리기도 한다. 올림픽의 정식 종목으로써 조정과 같이 인기를 누리고 있다.
1660년, 네덜란드가 영국의 찰스 2세에게 야트라라는 배를 선물한 것이 시초이며, 18세기 말경부터 세계 여러 나라에 보급되었다. 올림픽 대회와 아시아 경기대회의 정식 종목이다.

## 동력
일반적으로 모터나 노를 동력으로 사용하여 추진하는 배를 보트(boat) 또는 동력보트라고 한다면 돛을 사용한 풍력을 주로 이용하는 배를 요트라고 정의한다. 이러한 정의는 보트나 요트를 조종할 수 있는 조종면허시험이나 '요트 및 동력보트해상보험' 등 법률용어로 언급되고 있는 것이 관례이다.

## 같이 보기
- 조종면허시험

## 참고 자료
- 이 문서에는 다음커뮤니케이션(현 카카오)에서 GFDL 또는 CC-SA 라이선스로 배포한 글로벌 세계대백과사전의 내용을 기초로 작성된 글이 포함되어 있습니다.